# Траг (кратки филм)
„Траг” је југословенски кратки филм из 1981. године. Режирао га је Дарко Бајић који је написао и сценарио.

## Улоге
| Глумац                  | Улога |
| ----------------------- | ----- |
| Фарук Беголи            |       |
| Миња Стевовић Филиповић |       |
| Горица Поповић          |       |
| Нада Војиновић          |       |